# Jérémie Azou
Jérémie Azou (Avignone, 2 aprile 1989) è un canottiere francese, vincitore della medaglia d'oro nel 2 di coppia pesi leggeri a Rio de Janeiro 2016 insieme a Pierre Houin.

## Palmarès
- Olimpiadi

Rio de Janeiro 2016: oro nel 2 di coppia pesi leggeri.
- Campionati del mondo di canottaggio

Linz 2008: argento nel 4 di coppia pesi leggeri.
Poznan 2009: argento nel 2 di coppia pesi leggeri.
Chungju 2013: argento nel singolo pesi leggeri.
Amsterdam 2014: argento nel 2 di coppia pesi leggeri.
Aiguebelette-le-Lac 2015: oro nel 2 di coppia pesi leggeri.
Sarasota 2017: oro nel 2 di coppia pesi leggeri.
- Campionati europei di canottaggio

Siviglia 2013: oro nel 2 di coppia pesi leggeri.
Belgrado 2014: oro nel 2 di coppia pesi leggeri.
Poznan 2015: oro nel 2 di coppia pesi leggeri.
Račice 2017: oro nel 2 di coppia pesi leggeri.
- Giochi del Mediterraneo

Pescara 2009: oro nel 2 di coppia pesi leggeri.